# Роджерс, Брайан
Бра́йан Ро́джерс (англ. Brian Rogers; 15 февраля 1984, Кент) — американский боец смешанного стиля, выступает на профессиональном уровне начиная с 2008 года. Известен по участию в турнирах таких престижных американских организаций как Strikeforce и Bellator, участвовал в четырёх сезонах гран-при Bellator средней весовой категории.

## Биография
Брайан Роджерс родился 15 февраля 1984 года в городе Кент, штат Огайо. Во время учёбы в университете в период 2002—2005 играл за университетскую команду по футболу, выигрывал награды на уровне штата, несколько раз причислялся к лучшим игрокам своей конференции. Одновременно с этим увлекался восточными единоборствами, практиковал карате, в частности, имеет коричневый пояс стиля иссин-рю.
В профессиональных боях по смешанным правилам дебютировал в 2008 году, хотя дебют получился не очень успешным — из трёх поединков в двух он потерпел поражение единогласным решение судей. Тем не менее, в дальнейшем дела у него пошли лучше, последовала серия из семи побед подряд, причём все победы — досрочные в первых же раундах.
Своим агрессивным ударным стилем Роджерс быстро привлёк к себе внимание специалистов, так, в 2011 году его пригласили принять участие в турнире популярного промоушена Strikeforce, где техническим нокаутом он победил Иана Раммеля, а позже состоялось подписание контракта с не менее престижной американской организацией Bellator, где он дебютировал с победы над Виктором О’Доннелом в четвертьфинале гран-при. В полуфинальном матче встречался с россиянином Александром Шлеменко и проиграл ему досрочно, пропустив несколько сильных ударов коленом. Шлеменко в итоге стал победителем гран-при и завоевал чемпионский пояс в средней весовой категории.
Год спустя Роджерс предпринял ещё одну попытку выиграть гран-при, в четвертьфинале дрался с бразильцем Витором Вианной и эффектно нокаутировал его ударом коленом в подбородок — красота нокаута неоднократно отмечалась в средствах массовой информации, видеоролик на сайте YouTube набрал более полмиллиона просмотров. При всём при том, в полуфинальном бою его вновь постигла неудача, в противостоянии с шведским новичком Андреасом Спонгом он контролировал ход первого раунда, но во втором пропустил неожиданный боковой удар слева и был нокаутирован.
После победы в обычном рейтинговом бою в 2013 году Роджерс принял участие в восьмом сезоне средневесов Bellator, однако на этот раз не смог пройти даже четвертьфинальную стадию турнира — единогласным решением судей проиграл соотечественнику Дэну Крамеру. С тем же результатом закончился для него и четвертьфинал девятого сезона, только на сей раз его оппонентом был датчанин Миккель Парло. В 2014 году Брайан Роджерс провёл в Bellator два поединка, в первом коленом нокаутировал Эдриана Майлса, во втором техническим нокаутом проиграл Рафаэлу Карвалью.
Помимо занятий единоборствами является учителем по программе обучения детей с ограниченными возможностями развития в своём родном городке Кенте.

## Статистика в профессиональном ММА
| Боёв 23  | Побед 14 | Поражений 9 |
| -------- | -------- | ----------- |
| Нокаутом | 10       | 4           |
| Сдачей   | 2        | 0           |
| Решением | 2        | 5           |

| Результат | Рекорд | Соперник                  | Способ                     | Турнир                            | Дата             | Раунд | Время | Место              | Примечание                                               |
| --------- | ------ | ------------------------- | -------------------------- | --------------------------------- | ---------------- | ----- | ----- | ------------------ | -------------------------------------------------------- |
| Победа    | 14-9   | Канан Григсби             | Единогласное решение       | Paramount MMA 7                   | 24 марта 2017    | 3     | 5:00  | Денвер, США        |                                                          |
| Победа    | 13-9   | Льюис Рамзи               | TKO (удар рукой)           | RFO Big Guns 22                   | 28 января 2017   | 1     | 1:00  | Мансфилд, США      | Бой в промежуточном весе 99,8 кг.                        |
| Поражение | 12-9   | Алессио Сакара            | KO (удары руками)          | Bellator 152                      | 16 апреля 2016   | 2     | 2:29  | Турин, Италия      |                                                          |
| Победа    | 12-8   | Вёрджил Цвиккер           | Сдача (треугольник руками) | Bellator 147                      | 4 декабря 2015   | 2     | 4:38  | Сан-Хосе, США      | Дебют в полутяжёлом весе.                                |
| Поражение | 11-8   | Джоуи Бельтран            | Решение большинства        | Bellator 136                      | 10 апреля 2015   | 3     | 5:00  | Ирвайн, США        |                                                          |
| Поражение | 11-7   | Рафаэл Карвалью           | TKO (удары руками)         | Bellator 125                      | 19 сентября 2014 | 1     | 3:06  | Фресно, США        |                                                          |
| Победа    | 11-6   | Эдриан Майлз              | KO (летучее колено)        | Bellator 119                      | 9 мая 2014       | 2     | 1:29  | Рама, Канада       |                                                          |
| Поражение | 10-6   | Миккель Парло             | Единогласное решение       | Bellator 98                       | 7 сентября 2013  | 3     | 5:00  | Анкасвилл, США     | Четвертьфинал гран-при 9 сезона Bellator в среднем весе. |
| Поражение | 10-5   | Дэн Крамер                | Единогласное решение       | Bellator 89                       | 14 февраля 2013  | 3     | 5:00  | Шарлотт, США       | Четвертьфинал гран-при 8 сезона Bellator в среднем весе. |
| Победа    | 10-4   | Доминик Стил              | Единогласное решение       | Bellator 78                       | 26 октября 2012  | 3     | 5:00  | Дейтон, США        |                                                          |
| Поражение | 9-4    | Андреас Спонг             | KO (удар рукой)            | Bellator 66                       | 20 апреля 2012   | 2     | 3:34  | Кливленд, США      | Полуфинал гран-при 6 сезона Bellator в среднем весе.     |
| Победа    | 9-3    | Витор Вианна              | KO (летучее колено)        | Bellator 61                       | 16 марта 2012    | 1     | 4:14  | Боссье-Сити, США   | Четвертьфинал гран-при 6 сезона Bellator в среднем весе. |
| Поражение | 8-3    | Александр Шлеменко        | TKO (удары руками)         | Bellator 54                       | 15 октября 2011  | 2     | 2:30  | Атлантик-Сити, США | Полуфинал гран-при 5 сезона Bellator в среднем весе.     |
| Победа    | 8-2    | Виктор О’Доннелл          | TKO (удары)                | Bellator 50                       | 17 сентября 2011 | 1     | 1:56  | Холливуд, США      | Четвертьфинал гран-при 5 сезона Bellator в среднем весе. |
| Победа    | 7-2    | Иан Раммел                | TKO (удары руками)         | Strikeforce: Feijao vs. Henderson | 5 марта 2011     | 1     | 4:23  | Колумбус, США      |                                                          |
| Победа    | 6-2    | Роберт Коннер             | TKO (удары руками)         | BUCB: Pride and Glory             | 15 января 2011   | 1     | 3:07  | Парма, США         |                                                          |
| Победа    | 5-2    | Маркус Рейнольдс          | TKO (удары руками)         | BUCB: Raging Bull                 | 23 октября 2010  | 1     | 1:32  | Парма, США         |                                                          |
| Победа    | 4-2    | Джейсон Джонс             | TKO (удары)                | NAAFS: Fight Night in the Flats 6 | 5 июня 2010      | 1     | 0:52  | Кливленд, США      |                                                          |
| Победа    | 3-2    | Нил Крафт                 | TKO (удары руками)         | NAAFS: Caged Fury 10              | 27 марта 2010    | 1     | 2:21  | Анкасвилл, США     |                                                          |
| Победа    | 2-2    | Дэн Болден                | KO (летучее колено)        | NAAFS: North Coast Showdown 4     | 24 октября 2009  | 1     | 1:14  | Толидо, США        |                                                          |
| Поражение | 1-2    | Валтер Роберту ди Менезис | Единогласное решение       | Shine Fights 1: Genesis           | 9 мая 2009       | 3     | 5:00  | Колумбус, США      |                                                          |
| Победа    | 1-1    | Уилли Смоллс              | Сдача (треугольник)        | NAAFS: Rock N Rumble 2            | 23 августа 2008  | 1     | 2:34  | Кливленд, США      |                                                          |
| Поражение | 0-1    | Дэниел Акиньеми           | Единогласное решение       | Iron Ring                         | 18 февраля 2008  | 3     | 5:00  | Новый Орлеан, США  |                                                          |